# Hediste japonica
Hediste japonica är en ringmaskart som först beskrevs av Izuka 1908.  Hediste japonica ingår i släktet Hediste och familjen Nereididae. Inga underarter finns listade i Catalogue of Life.